# Río Paraopeba
El río Paraopeba es un  río de Brasil que discurre por el estado de Minas Gerais y  desemboca en la presa de Três Marias. Tiene una longitud de 510 km y drena una cuenca de 13.643 km².

## Etimología
Su nombre es de origen tupi y significa "río largo", a través de la unión de dos términos pará (río) e popeba (largo).

## Descripción
Su nacimiento se encuentra en el municipio de Cristiano Otoni y su desembocadura se encuentra en  la presa de Três Marias, en el municipio de Felixlândia, ambos en Minas Gerais. La longitud del río es de 510 km y su cuenca abarca 13 643 km² y comprende 35 municipios. Sus principales  afluentes son el  río Macaúbas, el río Camapuã,  el río Betim, el río Manso y el  ribeirão Serra Azul. Estos tres  últimos cursos de agua poseen tres presas que componen el Sistema Paraopeba: Sistema Vargem das Flores, de los Sistemas Río Manso y Serra Azul, respectivamente.
El Paraopeba es uno de los dos  principales afluentes del río São Francisco.